# Тольский, Андрей Петрович
Андрей Петрович Тольский (1 (13) августа 1874—1942) — русский советский учёный в области лесного хозяйства, теоретик, пионер лесоразведения в засушливых районах России, специалист по лесным культурам и метеорологии. Педагог, профессор. Заслуженный деятель науки Марийской АССР.

## Биография
В 1893—1897 обучался в Лесном институте в Санкт-Петербурге (ныне Санкт-Петербургский государственный лесотехнический университет). 
В 1900 г. был назначен помощником лесничего Парфинского лесничества Новгородской губернии, в Парфинской лесной школе (позднее лесной техникум) он преподавал лесоводство и метеорологию (1900—1903).
В 1903—1917 заведовал Боровым опытным лесничеством в Бузулукском бору (ныне территория Оренбургской и Самарской областей) (с 1974 г. носящем его имя). При питомнике лесничества создал небольшой дендрарий с коллекцией географических посадок сосны из семян различного происхождения.
В 1917—1920 — профессор кафедры лесных культур Новоалександрийского института в Харькове, в 1920—1922 — читал лекции на Высших сельскохозяйственных курсах в Москве, в 1925—1930 — профессор Казанского института сельского хозяйства и лесоводства, в 1930—1932 — Казанского лесотехнического института, и с 1932 г. заведовал кафедрой лесных культур Поволжского лесотехнического института (г. Йошкар-Ола).
За месяц до начала Великой Отечественной войны уехал в Ленинград для работы в научных библиотеках. В первые же недели войны руководство института настоятельно просило его вернуться, но он отказался, уверенный в скорой победе, и просил директора института предусмотреть его занятия со студентами с февраля 1942 года.
Умер от голода в блокадном Ленинграде. Ученик А. П. Тольского Евгений Дмитриевич Годнев, в годы войны гвардии лейтенант, командир взвода топографической разведки артиллерийского дивизиона, по делам службы попал в блокадный Ленинград и вспоминал: «Больной, в холодной комнате, при свете коптилки, едва владея рукой, до последних часов своей жизни А. П. Тольский работал над своим фундаментальным трудом „Лесная метеорология“, который является единственным научным исследованием в СССР в этой важной области лесных наук. Но завершить эту работу ему не удалось».
Место захоронения установить не удалось.

## Научная деятельность
А. П. Тольский — крупнейший теоретик и пионер лесоразведения в засушливых районах России. На площадях около 60 тыс. га закладывал опытные посадки лесных культур в Марийской, Татарской АССР, Ульяновской области.
А. П. Тольскому принадлежат многочисленные исследования в области лесоразведения, физиологии и экологии древесных пород, работы по вопросам водоохранных свойств леса и лесной метеорологии, а также по вопросам истории лесокультурного дела. Изучал строение корневых систем отдельных деревьев сосны и других древесных пород в насаждениях разного возраста в зависимости от экологических условий.
Его перу принадлежит более 110 оригинальных работ и научных пособий. Широкую известность получили его труды «Частное лесоводство» (4 чч., 1927—1931) и «Лесное семеноводство» (1932, 2 изд., 1950).

## Избранные труды
- «Климат сосновых насаждений» (1918),
- «О колебании климата юго-западной России с половины XIX столетия»,
- «Значение и необходимость искусственного лесовозобновления» (1921),
- «Выращивание сосны в питомниках степной полосы России» (1921),
- «Частное лесоводство» (том 1. «Лесное семеноведение», том 2. «Обработка почвы в лесном хозяйстве» и «Основы лесокультурного дела», том 3. «Лесные культуры», том 4. «Лесные питомники»),
- «Лесное семеноводство» (1932, 2 изд., 1950)